# Richard Stricker
Richard Stricker (Amsterdam, 3 november 1970) is een voormalig Nederlands voetbalspeler- en trainer. 

## Spelerscarrière
Stricker debuteerde in het seizoen 1995/96 in het betaald voetbal, bij FC Den Bosch. Aan het einde van het seizoen 1998/99 wist Den Bosch − met Stricker als vaste waarde − naar de Eredivisie te promoveren. In de Eredivisie speelde Stricker nog 11 wedstrijden voor FC Den Bosch, waarna hij in de winterstop op huurbasis naar Telstar verkaste. Stricker speelde anderhalf jaar in het shirt van De Witte Leeuwen. Op 30 augustus 2000 zag Stricker zich gedwongen zijn voetballoopbaan te beëindigen, nadat hij tijdens een bekerwedstrijd met Telstar tegen AZ een slagaderlijke bloeding in zijn hoofd opliep.

## Trainerscarrière
Stricker was jeugdtrainer bij FC Den Bosch en PSV alvorens hij in 2007 jeugdtrainer werd bij FC Volendam. In maart 2010 werd hij aangesteld als hoofd jeugdopleiding. In maart 2012 werd hij voor een korte periode assistent-trainer bij het andere oranje. Stricker was 9 wedstrijden de rechterhand van hoofdtrainer Johan Steur. Een jaar later vertrok Stricker naar België om aan de slag te gaan als assistent-trainer bij Antwerp FC. Na een seizoen werd hij eindverantwoordelijke van de club. Sinds 1 juli 2015 was Stricker bij Sparta Rotterdam assistent-trainer en eindverantwoordelijke bij het beloftenelftal. In juli 2016 besloot hij, ondanks een aanbieding van Sparta voor twee extra seizoenen, de club te verlaten. Hij besloot na vele jaren uit het trainersvak te stappen.